# Campomorone
Campomorone is een gemeente in de Italiaanse provincie Genua (regio Ligurië) en telt 7536 inwoners (31-12-2004). De oppervlakte bedraagt 26,1 km², de bevolkingsdichtheid is 289 inwoners per km².

## Demografie
Campomorone telt ongeveer 3488 huishoudens. Het aantal inwoners daalde in de periode 1991-2001 met 6,1% volgens cijfers uit de tienjaarlijkse volkstellingen van ISTAT.
| Jaar | Inwoneraantal |
| ---- | ------------- |
| 1991 | 8005          |
| 2001 | 7514          |

## Geografie
Campomorone grenst aan de volgende gemeenten: Bosio (AL), Ceranesi, Fraconalto (AL), Genua, Mignanego, Voltaggio (AL).

## Externe link

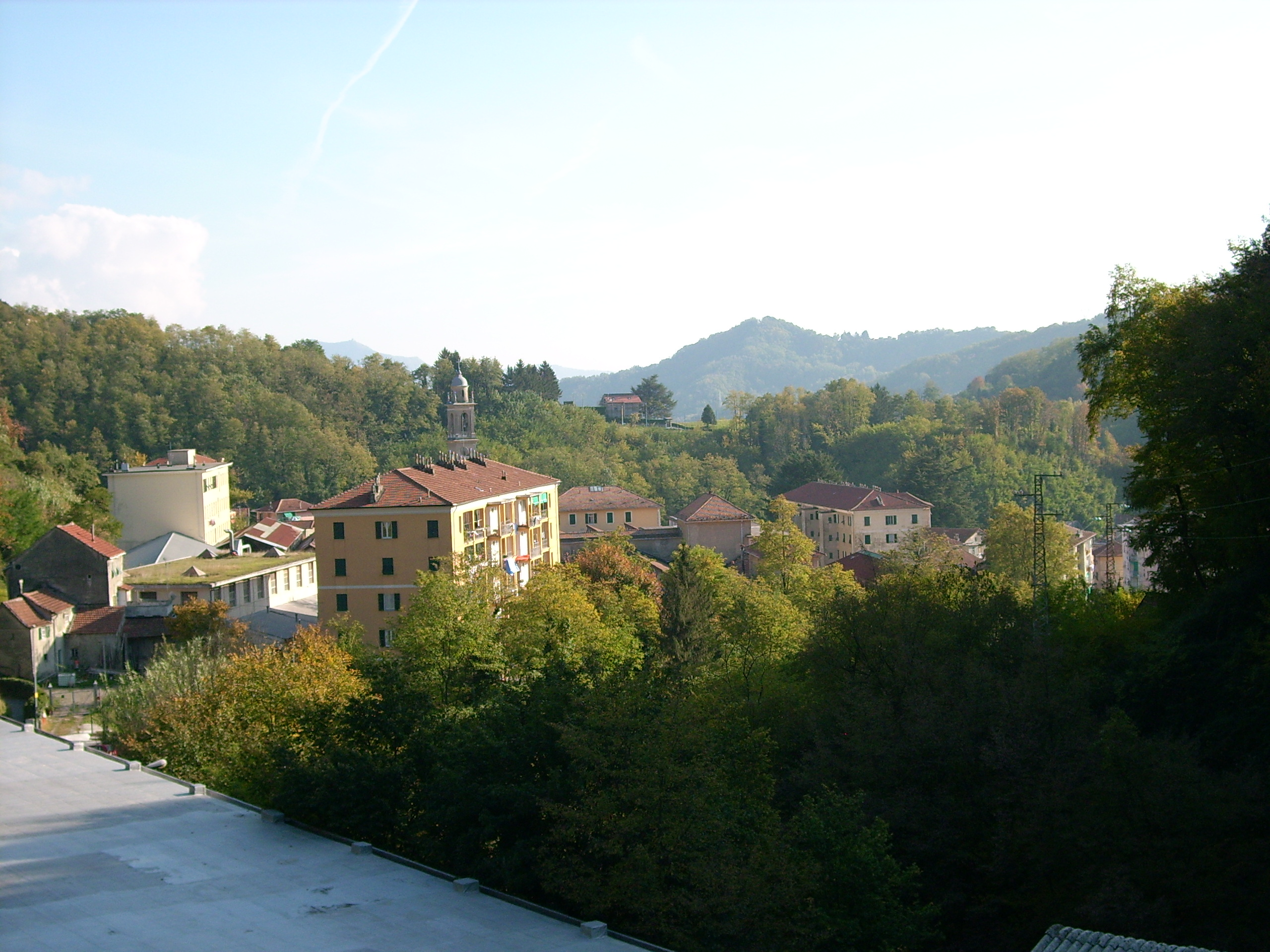
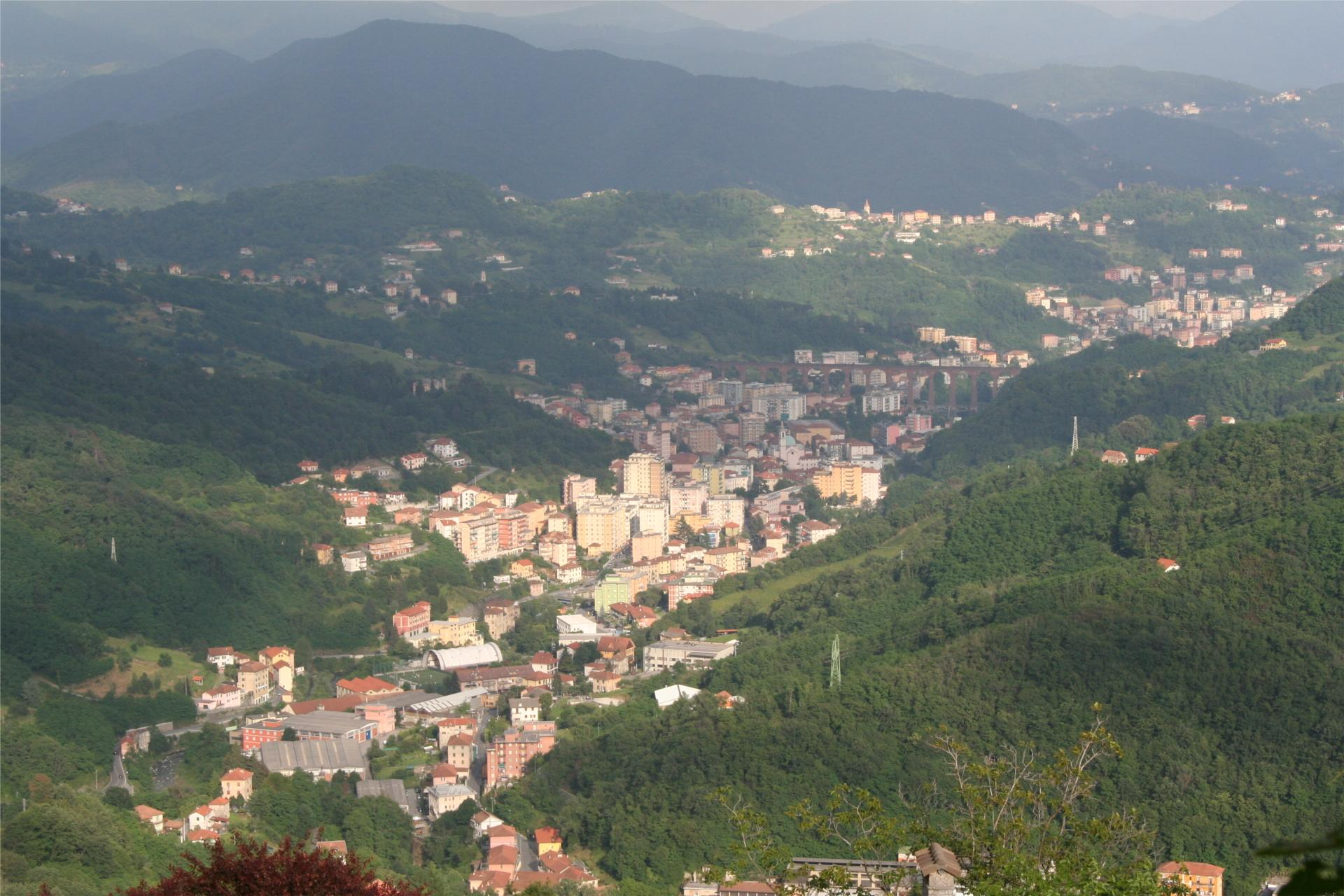
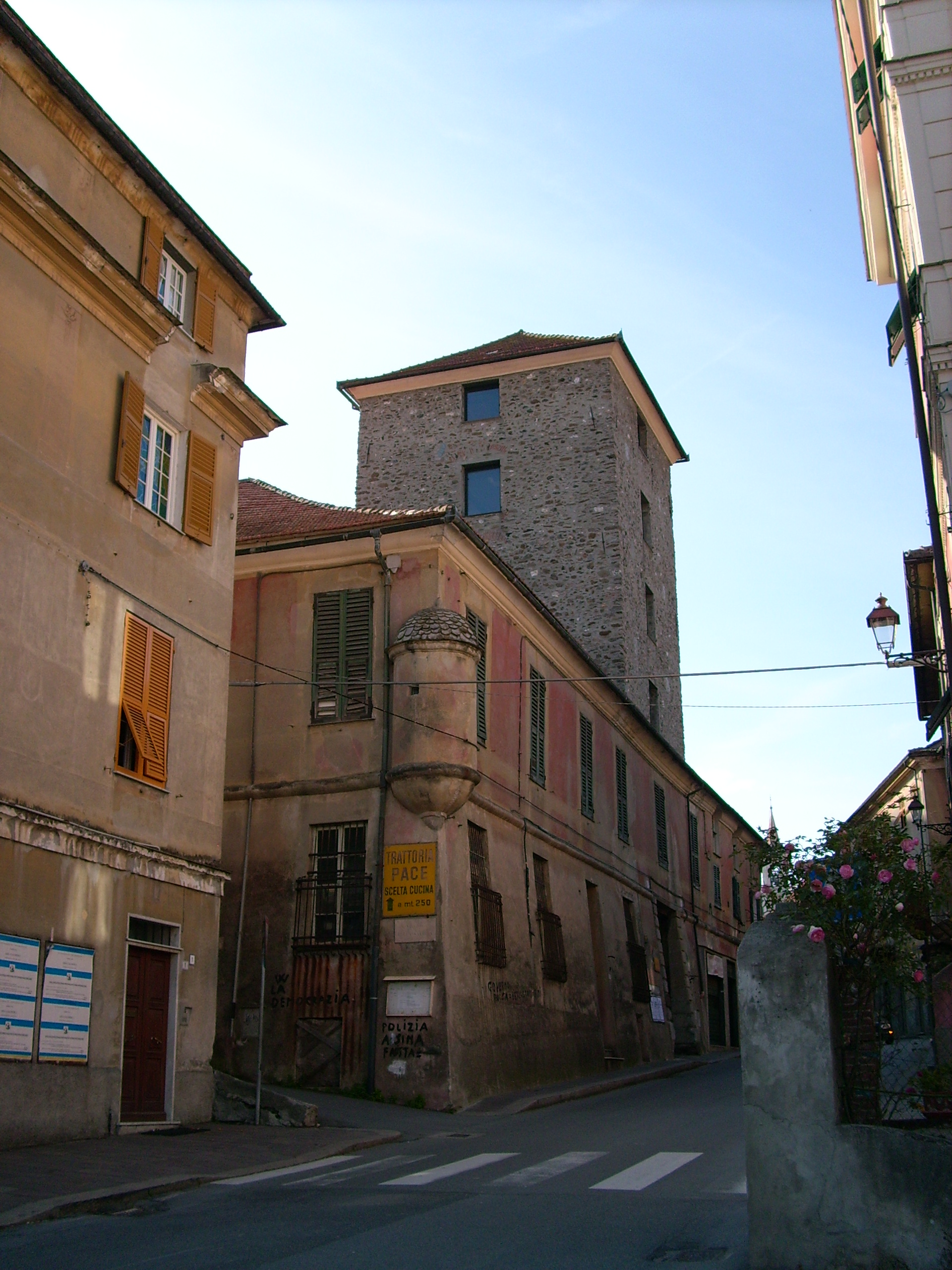
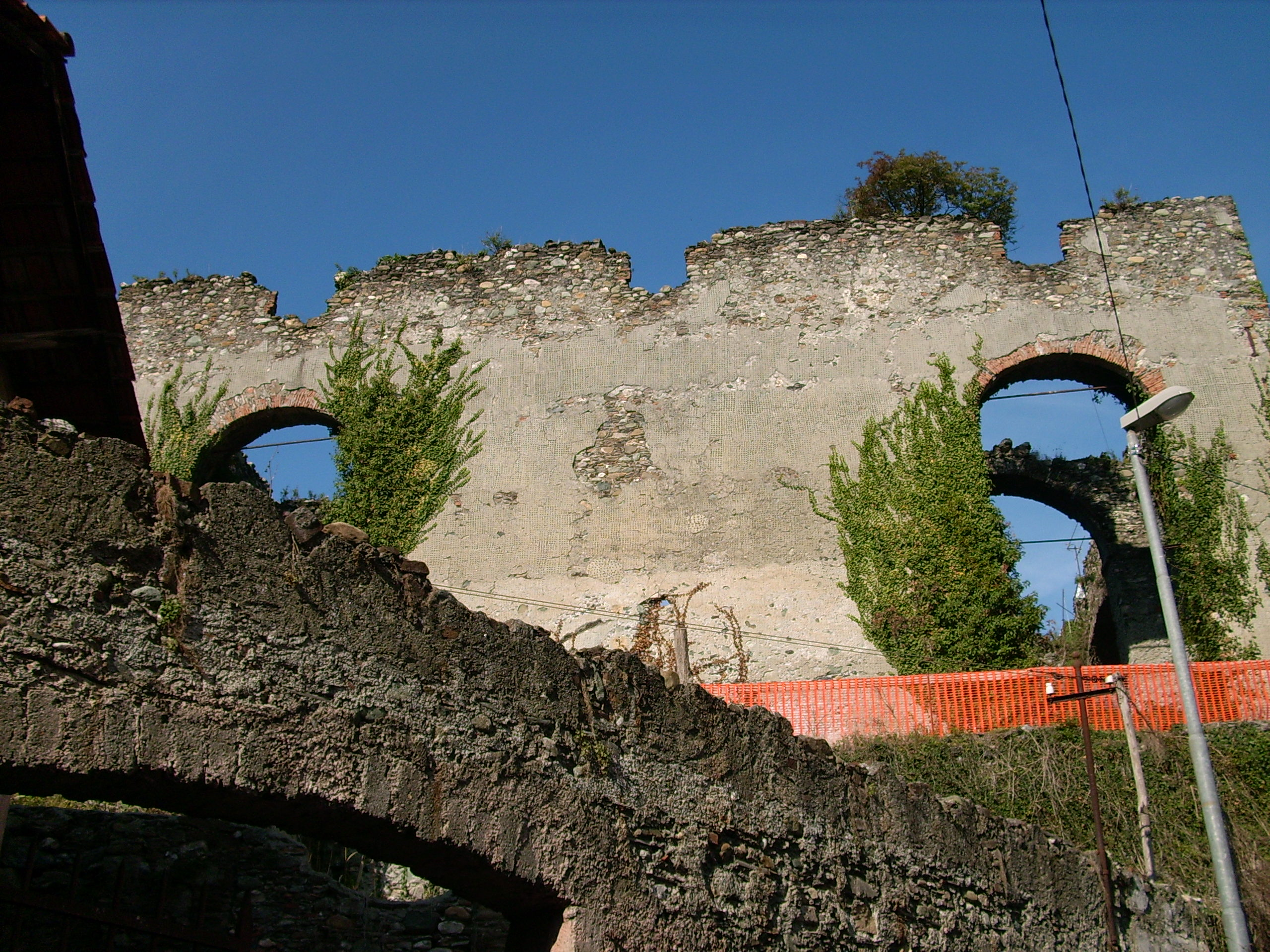
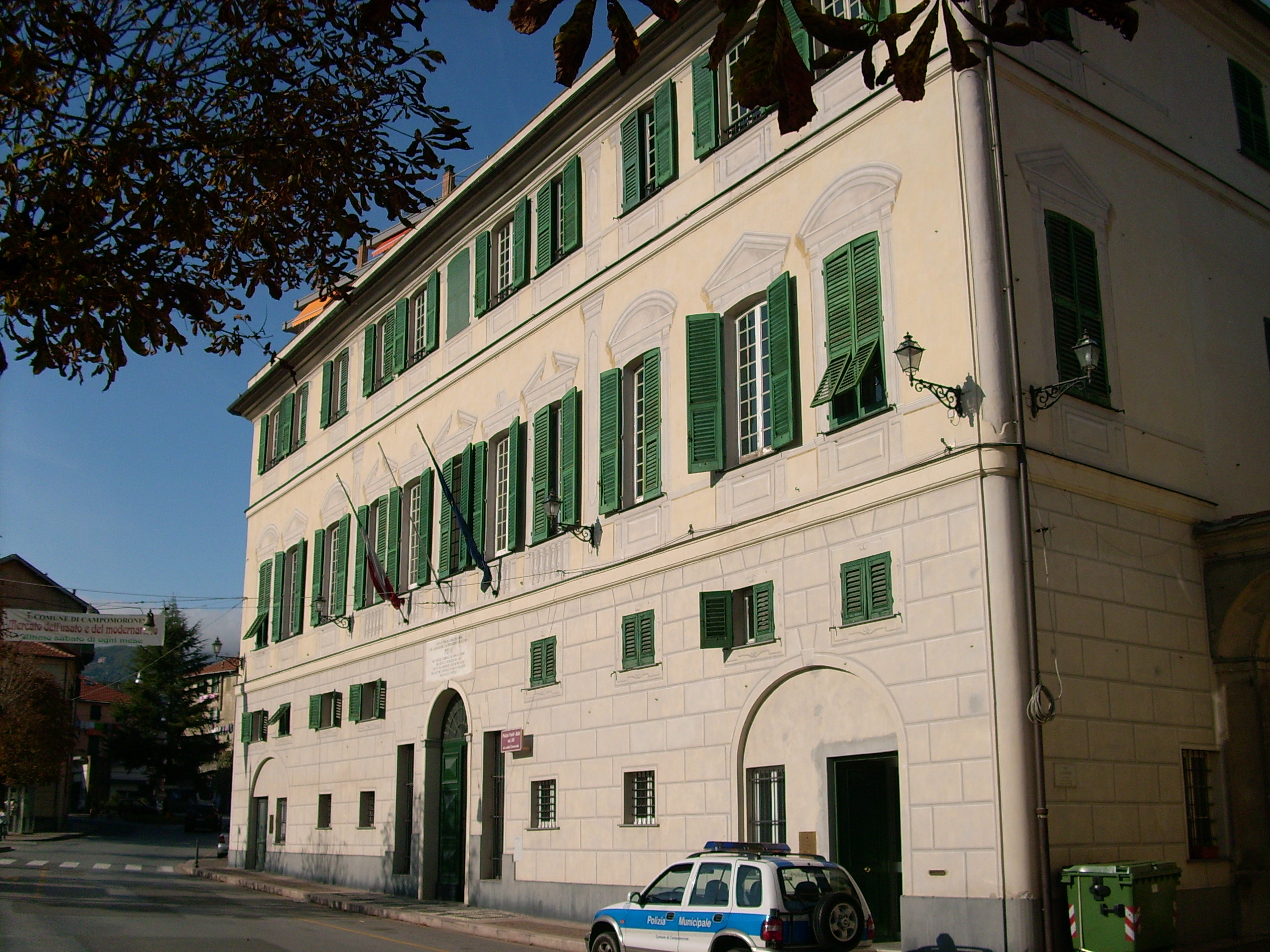